# Pedicularis mexicana
Pedicularis mexicana là loài thực vật có hoa thuộc họ Cỏ chổi. Loài này được Zucc. ex Bunge mô tả khoa học đầu tiên năm 1843.